# Dryadillo arcangelii
Dryadillo arcangelii är en kräftdjursart som först beskrevs av Johann Moritz David Herold 1931.  Dryadillo arcangelii ingår i släktet Dryadillo och familjen Armadillidae. Inga underarter finns listade i Catalogue of Life.